# Philips de Koninck
Philips de Koninck (auch Philip Konink und zahlreiche Namensvariationen) (* 5. November 1619 in Amsterdam; begraben am 4. Oktober 1688 ebenda) war ein niederländischer Maler und Zeichner.

## Leben
Koninck war einer der Söhne des Juweliers und Kunst- und Tulpensammlers Aert de Koninck (oder Conincx, 1575–1639) und dessen Frau Anneken (geborene de Moor). Er war ein Bruder des Malers Jacob de Koninck, des Schiffers David de Koninck, der für die Ostindienkompanie tätig war, und des Diamantschleifer Daniel de Koninck, sowie ein Vetter des Malers Salomon Koninck. Er war ein Schüler seines Bruders Jacob.
Er lebte am Mitte 1639 für einige Zeit bei seinem Bruder Jacob in Rotterdam, um sich bei ihm fortzubilden. 1641 heiratete er dort seine erste Frau, die vermutlich eine Schwester des Zeichners Abraham Furnerius (1628–1654) war, der ein Schüler Rembrandt van Rijns war. Nach ihrer Rückkehr nach Amsterdam, starb seine Frau, so dass er eine zweite Ehe einging. Sein Lebensmittelpunkt war Amsterdam, aber er unternahm mehrere Reisen, da er Inhaber eines Schiffsdienstes „Beurtschipperi“ war und als Schiffer zwischen Amsterdam und Rotterdam oder Leiden tätig war. Er wurde auch durch Hercules Pieterszoon Seghers beeinflusst und malte Porträts, Genrebilder und Landschaften, wobei andere Künstler wie Dirck van Bergen, Johann Lingelbach oder Adriaen van de Velde einige seiner Gemälde ausstaffierten. Koninck stellte mit Vorliebe panoramaartige ausgedehnte Flachlandschaften und weiten Rundsichten dar, die den Blick über weite Flusstäler mit Ortschaften und Kanälen anboten. Dabei stand er Rembrandt und Jan Vermeer van Delft in nichts nach.
Er war mit dem Dichter Joost van den Vondel befreundet, der mehrere seiner Gemälde mit Versen besang und von de Koninck mehrfach porträtiert und gezeichnet wurde.

## Werke (Auswahl)
Von seinen seltenen Bildern befinden sich einige im Rijksmuseum Amsterdam, im Museum Boijmans Van Beuningen in Rotterdam, in Frankfurt am Main sowie in der Brukenthalschen Gemäldesammlung in Hermannstadt (Sibiu) in Rumänien und der Gemäldegalerie Alte Meister in Dresden.
- Schlafende Venus
- Maria van Oudtshoorn
- Margaretha van Rhijn
- Der Dichter Joost van den Vondel

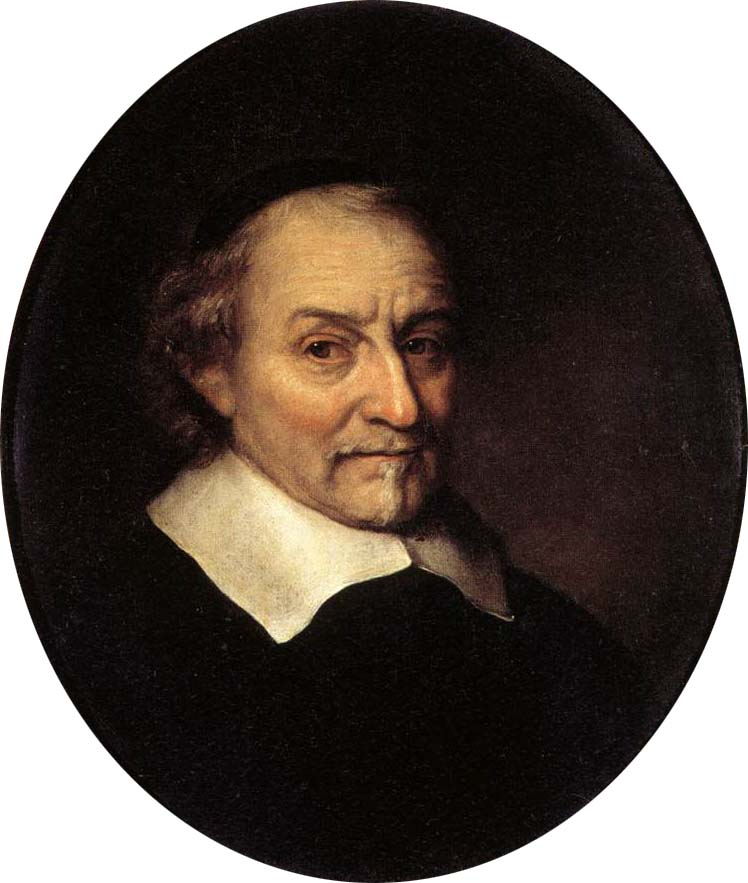
Joost van den Vondel

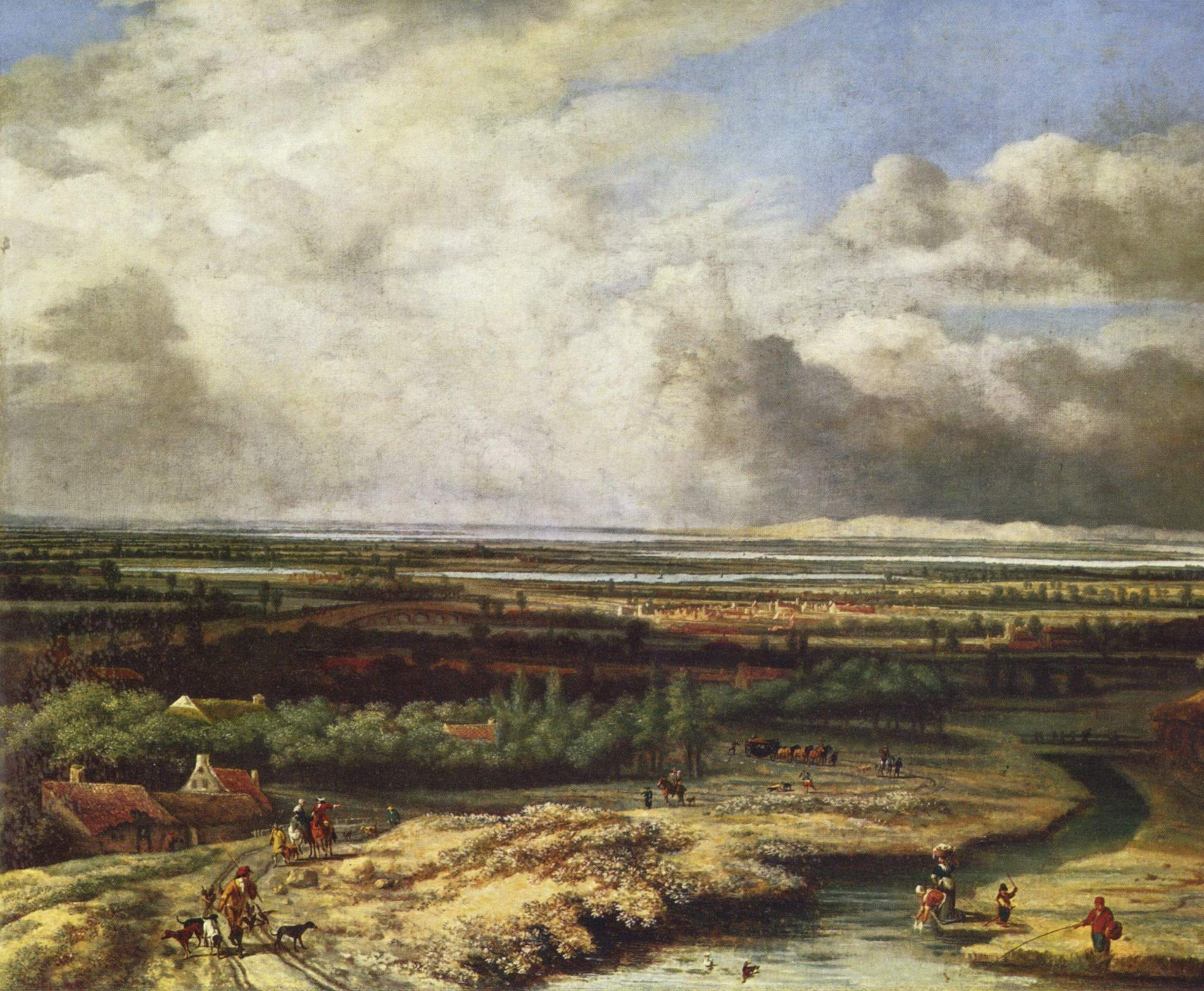
Flusslandschaft mit Jagdgesellschaft
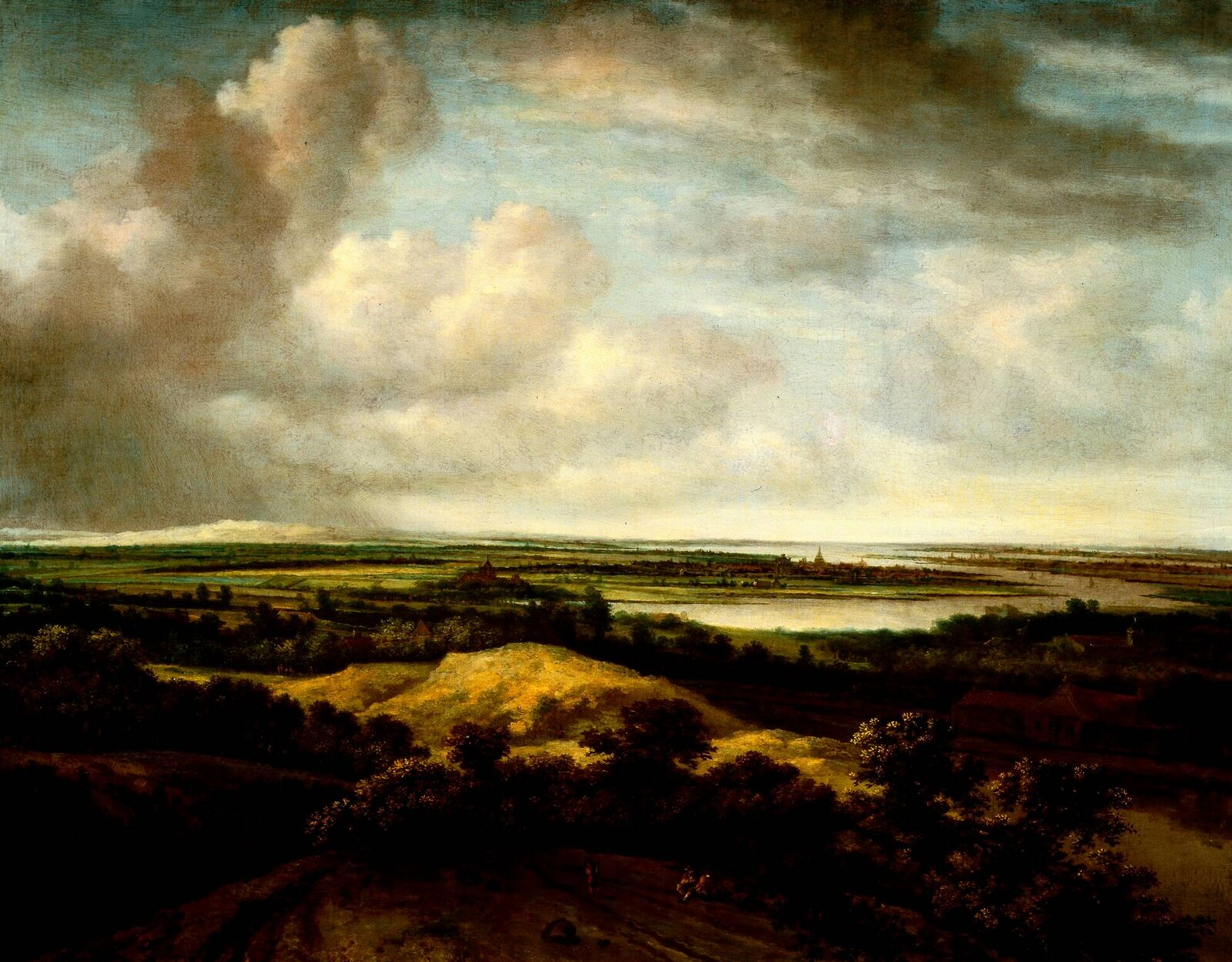
Flusslandschaft mit Sandhügel
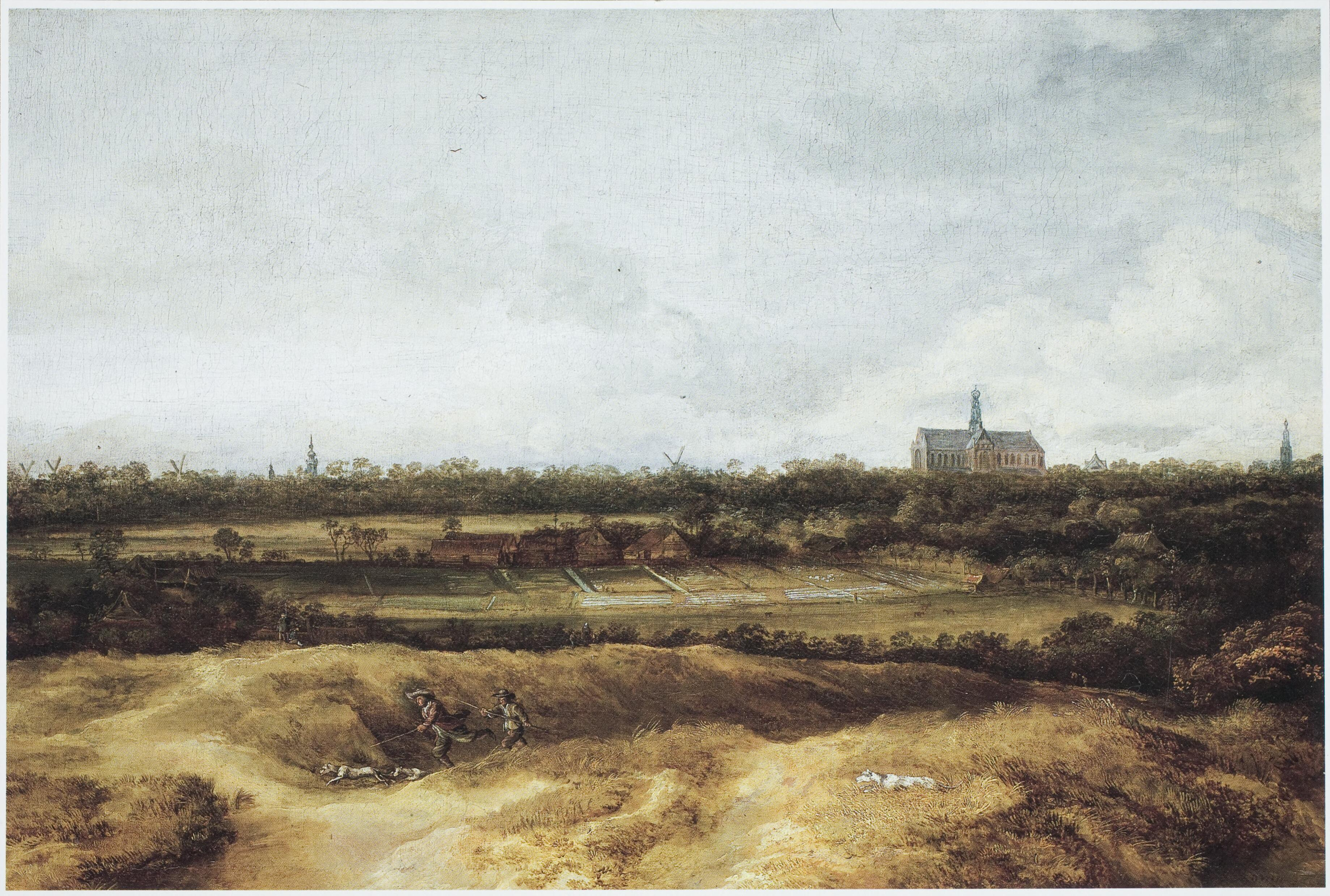
Bleichfelder bei Haarlem

## Familie
Koninck war zweimal verheiratet:
- Am 8. Dezember 1640 mit Cornelia (geborene Furnerius), der Tochter Rotterdamer Stadtarztes und Organisten Johannes Furnerius.
  - Philips de Koninck (vermutlich früh verstorben, nach 1657)
- Nach dem Tod seiner ersten Frau verlobte er sich am 20. April in Amsterdam und heiratete am 16. Mai 1657 in Rotterdam Margaretha (geborene van Rijn, Witwe des Pieter Valentijn; † 30. Juni 1703), die ihre Tochter Cornelia mit in die Familie brachte. In den Jahren 1669 und 1672 starben zwei ihrer gemeinsamen Kinder.[2]
- Elisabeth ⚭ mit Jacobus Clermond
- Agneta ⚭ 21. Oktober 1689 mit Abraham Hegeman († vor 1703)
- Maria ⚭ mit Adriaan de Maan (beide † vor 1703), das paar hatte eine Tochter Philippina Maan
- Aernout, hatte einen Sohn Philip Koning
- Aletta (war 1703 beim Tod der Mutter unverheiratet)